# Henryk Łotysz
Heinrich Łotysz (niem. Heinrich von Lettland, łot. Latviešu Indriķis, łac. Henricus de Lettis; ur. koło Magdeburga w Niemczech, zmarły w 1259) – niemiecki kronikarz.

## Życiorys
Jako dziecko wyjechał do Rygi na Łotwie, później pracował jako misjonarz w Inflantach (Łotwa i Estonia). Otrzymał święcenia w 1208 r. i dostał etat w parafii w Sedde (łot. Rubene), 12 km na północ od Kiesiu (łot.Cēsis).
Henryk Łotysz jest autorem Kroniki, która opisuje chrystianizację Łotyszy, Estończyków i Liwów, która jest ważnym źródłem dla poznania historii ludów z wybrzeży Morza Bałtyckiego.